# 築城駅
築城駅（ついきえき）は、福岡県築上郡築上町大字東築城にある、九州旅客鉄道（JR九州）日豊本線の駅である。

## 歴史
- 1933年（昭和8年）6月19日：鉄道省が開設する[2]。
- 1941年（昭和16年）：当時建設中だった海軍航空隊築城飛行場への専用線が完成する[2]。
- 1955年（昭和30年）
  - 1月31日： 午前1時過ぎに築城駅近くの製材工場で火事が発生[3]、当駅にも延焼して駅舎が全焼する[2][3]。
  - 6月23日：駅舎を再建する[2]。
- 1967年（昭和42年）10月1日：当駅を含む新田原 - 幸崎駅間が電化開業する[4]。あわせて、新田原 - 築城駅間を旧線より最大290m 山側へ迂回する新線に切り替える[5]。
- 1982年（昭和57年）11月15日：貨物取扱廃止[6]。
- 1983年（昭和58年）：築城飛行場専用線を廃止する[2]。
- 1984年（昭和59年）2月1日：荷物扱い廃止[6]。
- 1987年（昭和62年）4月1日：国鉄分割民営化に伴い九州旅客鉄道に承継する[7]。
- 1989年（平成元年）3月9日：「みどりの窓口」を設置[8]。
- 2009年（平成21年）3月1日：ICカード「SUGOCA」の供用開始に伴い、当駅での供用も開始する[9]。
- 2022年（令和4年）
  - 3月11日：きっぷうりばの営業を終了[10]。なお、3月12日より3月31日までの間は、雇用契約の関係でJR九州グループの社員が案内業務などを行った[11]。
  - 4月1日：業務委託駅から簡易委託駅へと変更。

## 駅構造

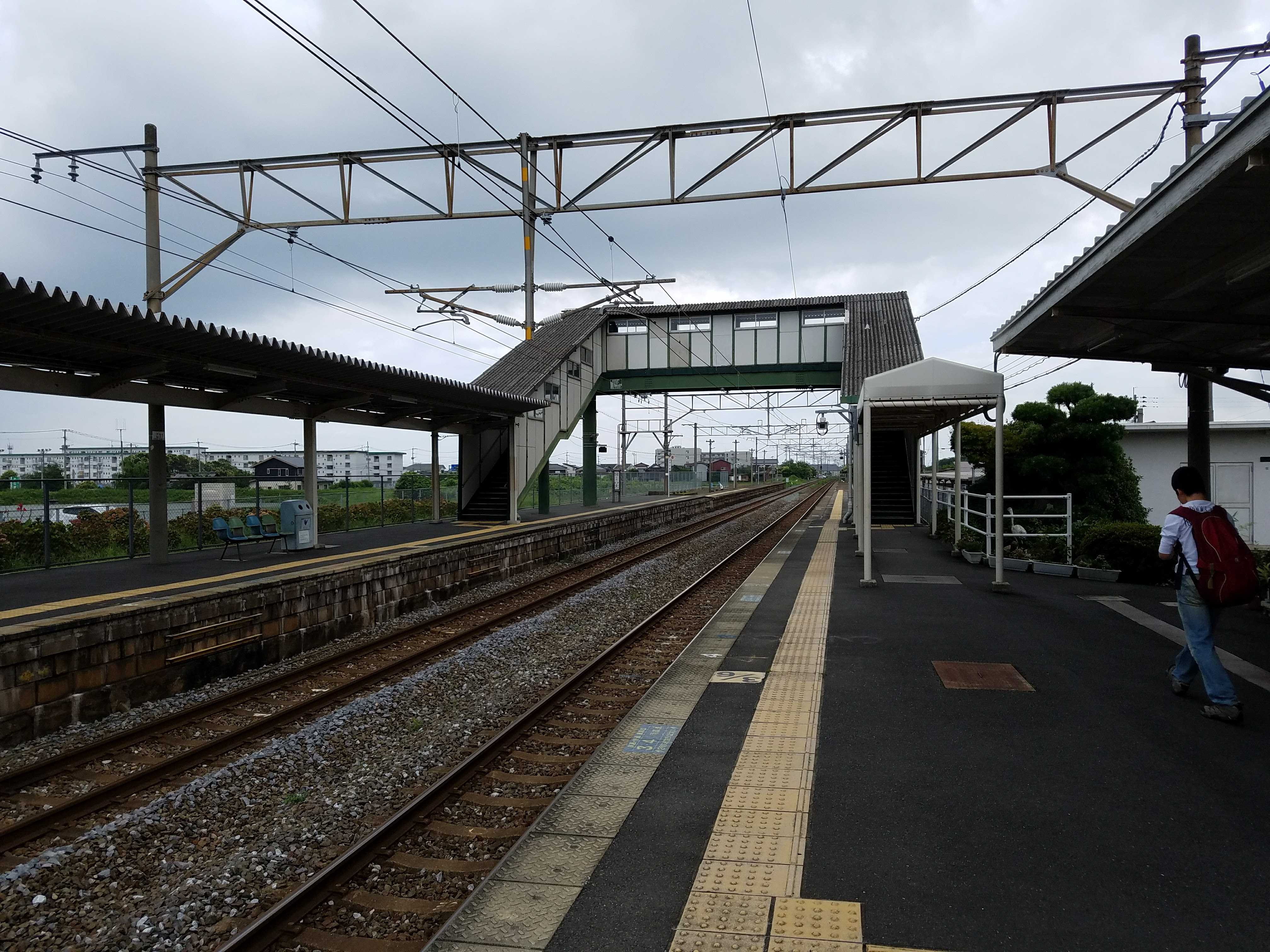
ホーム（2017年7月。1番ホームより）

相対式ホーム2面2線を有する地上駅。互いのホームは跨線橋で連絡している。駅本屋側が上り線のりばとなっている。駅本屋は鉄筋コンクリート造である。
築上町が駅業務を受託する簡易委託駅である。自動改札機は設置されていないが、簡易SUGOCA改札機が設置されている。SUGOCAの利用が可能であるが、カード販売は行わずチャージのみ取扱を行う。
なお、築城基地航空祭開催日に限り2番のりばに臨時の改札・切符売り場が設けられる。

### のりば
| のりば | 路線      | 方向 | 行先           |
| ------ | --------- | ---- | -------------- |
| 1      | ■日豊本線 | 上り | 行橋・小倉方面 |
| 2      | ■日豊本線 | 下り | 宇島・中津方面 |

## 利用状況
北九州の通勤通学圏内に属しラッシュ時には小倉方面を中心に利用客が多いが、快速が通過する隣の新田原駅より利用者が少ない。これは新田原駅折返し列車が多数設定されていること、駅舎の位置が国道とは反対側にあること、住宅地や店舗の郊外化が進み、駅前に廃屋や空き店舗が多いにもかかわらず道路・駅前整備が進んでいないことなど多くの原因がある。
| 年度   | 1日平均 乗車人員 | 乗降人員 |
| ------ | ---------------- | -------- |
| 2010年 |                  | 2,029    |
|        |                  |          |
| 2016年 | 761              |          |
| 2017年 | 808              |          |
| 2018年 | 751              |          |
| 2019年 | 743              |          |
| 2020年 | 520              |          |
| 2021年 | 546              |          |
| 2022年 | 581              |          |
| 2023年 | 608              |          |

## 駅周辺
駅の北側には国道10号を挟み航空自衛隊築城基地が所在するほか、南側には築上町西部にあたる築城地区の住宅地となっている。
公共施設等
- 航空自衛隊築城基地[1]
  - 毎年11月下旬の築城基地航空祭開催日には普通列車が増発され、特急列車も臨時停車する[20]。
  - かつては基地への引込線が延びていた。（後述）
- 築上町役場築城支所（旧・築城町役場）
- 築上町物産館メタセの杜
- 福岡県豊前警察署築城駅前交番

文教施設
- 築上町立築城中学校
- 築上町立築城小学校
- 築上町立八津田小学校
- 福岡県立築城特別支援学校
- 福岡県立育徳館中学校・高等学校（路線バス等を利用）

交通
駅前からは太陽交通の路線バスが城井・寒田方面やみやこ町豊津方面に運行され、福岡県立育徳館中学校・高等学校に通学する生徒や、城井・寒田方面への乗客が利用する。椎田・小山田・東八田方面への築上町コミュニティバスが、2006年（平成18年）11月1日から平日と土曜のみ運行されている。
- 国道10号
- 福岡県道235号小山田東八田線
- 福岡県道236号東八田宇留津椎田線
- 福岡県道237号寒田下別府線
- 東九州自動車道（椎田道路） 築城インターチェンジ

商業施設など
- 築城郵便局
- 椎田八田郵便局

## その他
- 1941年にこの駅から駅の近くに設置された海軍航空隊築城飛行場への引込線が敷設された。基地はその後航空自衛隊築城基地となり、1983年3月にその引込線は廃止された[2]。現在この線路跡は道路化されている[5]。
- 太平洋戦争終了後、築城基地が一時米軍管理下となると米軍機の発着の度に新田原 - 築城駅間の運行が中止させられた。その後、国鉄が新田原 - 幸崎駅間の電化及び一部複線化を行う際、架線が離着陸の障害となることから航空法に基づき迂回させることになった[5]。

## 隣の駅
九州旅客鉄道（JR九州）
■日豊本線
■快速（上りのみ運転）
行橋駅 ← 築城駅 ← 椎田駅
■普通
新田原駅 - 築城駅 - 椎田駅